# 화엄일승법계도
《화엄일승법계도(華嚴一乘法界圖)》 또는 《법성게(法性偈)》는 신라의 고승인 의상이 깨달음의 경계와 법(法)에 대하여 표현한 7언 30구의 게송으로, 화엄일승의 교리를 도해한 것이다.
이것은 극히 독창적이고, 내용이 심오하여 당시의 불교학계에 큰 영향을 끼쳤고, 의상의 제자들은 이에 관한 스승과의 대화와 자기들 나름의 해석을 모아 《법계도기총수록》이라는 저서를 남겼다.

## 형식
전체는 210개의 한자로 이루어진 자작게송(自作偈頌)으로, 도표형식으로 구성되어 있다. 문자들은 인(印: 도장)의 형식으로 된 4각형이 총 54개가 그려 넣어져 있다.
자작게송은 굴곡된 원형(圓形)을 그리며, 그 도표의 중심에서 시작하여 중심에서 끝나도록 되어 있다. 그 원의 중심에 위치하는 두 글자는 시작 글자가 "법(法)"이며, 끝 글자가 "불(佛)"이다.

## 원문 및 번역
1. 法性圓融無二相 諸法不動本來寂 (법성원융무이상 제법부동본래적)
법의 성품은 원융하여 두 모습이 본래 없고 모든 법은 고요하여 움직이지 아니하니 진여의 세계로다.
2. 無名無相絶一切 證知所知非餘境 (무명무상절일체 증지소지비여경)
이름도 붙일 수 없고 형상도 없어 온갖 것 끊겼으니 깨달음의 지혜로만 알뿐 다른 경계 아니로다.
3. 眞性甚深極微妙 不守自性隨緣成 (진성심심극미묘 불수자성수연성)
참된 성품은 참으로 깊고도 오묘하니 자기 성품을 지키거나 집착하지 않고 인연 따라 이루어지네.
4. 一中一切多中一 一卽一切多卽一 (일중일체다중일 일즉일체다즉일)
하나 속에 일체 있고 여러 속에 하나 있어 하나가 곧 일체요 여럿이 곧 하나로다.
5. 一微塵中含十方 一切塵中亦如是 (일미진중함시방 일체진중역여시)
한 작은 티끌 속에 시방세계 머금었고 온갖 티끌 가운데도 또한 이와 다름없네.
6. 無量遠劫卽一念 一念卽是無量劫 (무량원겁즉일념 일념즉시무량겁)
한량없는 오랜 세월이 한 생각 찰나요, 찰나의 한 생각이 무량한 시간이네.
7. 九世十世互相卽 仍不雜亂隔別成 (구세십세호상즉 잉불잡란격별성)
과거와 현재 미래가 다른듯 하면서도 모두가 현재의 이 마음에 함께 있어서 얽힌 듯 얽히지 않고 각각 뚜렷하게 이루어졌도다.
8. 初發心時便正覺 生死涅槃相共和 (초발심시변정각 생사열반상공화)
부처를 이루고자 처음 마음 낼때의 그 마음이 곧 바로 깨닭은 부처의 근본 마음이요, 생사와 열반이 언제나 함께하네.
9. 理事冥然無分別 十佛普賢大人境 (이사명연무분별 시불보현대인경)
진리의 본체계(리)와 나타난 현상계가 한결같이 평등하여 분별할 길 없으니 수많은 부처님과 보현보살님의 경지로다.
10. 能入海印三昧中 繁出如意不思議 (능입해인삼매중 번출여의부사의)
부처님은 고요한 해인 삼매 가운데서 온갖 불가사의한 법을 나투시네.
11. 雨寶益生滿虛空 衆生隨器得利益 (우보익생만허공 중생수기득이익)
중생을 이익되게 하는 허공 가득한 진리의 보배가 비처럼 내리고 중생들은 저마다 그릇 따라 얻는다네.
12. 是故行者還本際 叵息妄想必不得 (시고행자환본제 파식망상필부득)
그러므로 수행자가 이 도리를 얻어 본바탕에 이르려면 헛된 집착을 끊지 않고서는 얻을 수 없네.
13. 無緣善巧捉如意 歸家隨分得資糧 (무연선교착여의 귀가수분득자량)
걸림이 없는 방법으로 여의주를 마음대로 잡아쥐어 진리의 고향에 돌아갈 자질과 능력대로 얻는도다.
14. 以陀羅尼無盡寶 莊嚴法界實寶殿 (이다라니무진보 장엄법계실보전)
신묘한 다라니의 다함없는 보배로써 온 세상을 장엄하여 보배 궁전 만드네.
15. 窮坐實際中道床 舊來不動名爲佛 (궁좌실제중도상 구래부동명위불)
마침내 실다운 진리의 세계인 중도의 자리에 앉았으니 예부터 변함없는 그 이름 부처로다.

## 내용 구성
불교 학자로 한국 고대 불교를 연구한 고익진은 자신의 저서 《한국 고대불교 사상사》에서, 《화엄일승법계도》가 다음과 같은 구성으로 이루어져 있는데 이 구성은 저자인 의상 자신이 밝힌 것이라고 하였다.
1. 자리(自利)
  1. 증분(證分)
  2. 연기분(緣起分)
2. 이타(利他)
3. 수행(修行)
  1. 방편(方便)
  2. 득익(得益)

### 자리

#### 증분
1. 法性圓融無二相 (법성원융무이상)
법의 성품은 원융하여 두 모습이 없고
2. 諸法不動本來寂 (제법부동본래적)
만물은 움직임이 없어 본래 고요하다.
3. 無名無相絶一切 (무명무상절일체)
이름도 모습도 없고 일체가 끊겼으니
4. 證智所知非餘境 (증지소지비여경)
오직 깨친 지혜로만 알 수 있을 뿐이다.

#### 연기분
1. 眞性甚深極微妙 (진성심심극미묘)
참된 성품은 참으로 깊고 지극히 미묘하여
2. 不守自性隨緣成 (불수자성수연성)
자기 성품을 고수치 않고 연을 따라 이룬다.
3. 一中一切多中一 (일중일체다중일)
하나 속에 일체가 있고 일체 속에 하나가 있다.
4. 一卽一切多卽一 (일즉일체다즉일)
하나가 곧 일체요 일체가 곧 하나이다.
5. 一微塵中含十方 (일미진중함시방)
낱낱의 티끌 속에 시방 세계가 들어 있고
6. 一切塵中亦如是 (일체진중역여시)
전체 우주에도 또한 그러하다.
7. 無量遠劫卽一念 (무량원겁즉일념)
한량없는 오랜 시간이 한 순간이고
8. 一念卽是無量劫 (일념즉시무량겁)
한 순간이 곧 한량없는 시간이다.
9. 九世十世互相卽 (구세십세호상즉)
구세와 십세가 서로 붙어 있는데
10. 仍不雜亂隔別成 (잉불잡란격별성)
그러면서도 뒤죽박죽하지 않고 따로따로 이루어진다.
11. 初發心時便正覺 (초발심시변정각)
처음 발심한 때가 곧 정각이며
12. 生死涅槃常共和 (생사열반상공화)
생사와 열반이 항상 함께 한다.
13. 理事冥然無分別 (이사명연무분별)
본체와 현상이 서로 즉하여 분별이 없는 곳(해인삼매)이
14. 十佛普賢大人境 (시불보현대인경)
십불과 (구경에 이른) 보현행자의 대인 경계이다.

### 이타
1. 能入海印三昧中 (능입해인삼매중)
십불과 (구경에 이른) 보현행자가 해인삼매 속에 능히 들어가서
2. 繁出如意不思議 (번출여의부사의)
성품의 여의를 따라 불가사의한 법을 나투니
3. 雨寶益生滿虛空 (우보익생만허공)
중생을 돕는 삼보의 비가 허공을 채우고
4. 衆生隨器得利益 (중생수기득이익)
중생들은 그릇 따라 이익을 얻는다.

### 수행

#### 방편
1. 是故行者還本際 (시고행자환본제)
그러므로 수행자(보현행자)는 진리(해인삼매의 일부)로 돌아가
2. 叵息妄想必不得 (파식망상필부득)
망상을 쉬지 않을 수가 없으며
3. 無緣善巧捉如意 (무연선교착여의)
무연의 방편인 여의를 붙잡아
4. 歸家隨分得資糧 (귀가수분득자량)
진리(해인삼매의 일부)로 돌아가 그릇 따라 수행력을 얻는다.

#### 득익
1. 以陀羅尼無盡寶 (이다라니무진보)
신묘한 다라니(해인삼매 · 상입상즉의 법계무진연기)의 다함 없는 보배(수행력)로써
2. 莊嚴法界實寶殿 (장엄법계실보전)
법계의 진실한 보배궁전을 세워서
3. 窮坐實際中道床 (궁좌실제중도상)
마침내 진리의 중도 보좌(해인삼매)에 앉는다.
4. 舊來不動名爲佛 (구래부동명위불)
앉고보니, 예부터 그 자리에서 잠시도 벗어난 적이 없었더라. 그래서 부처라 불리게 된다.

## 참고 문헌
- 이 문서에는 다음커뮤니케이션(현 카카오)에서 GFDL 또는 CC-SA 라이선스로 배포한 글로벌 세계대백과사전의 내용을 기초로 작성된 글이 포함되어 있습니다.